# Lucybell
Lucybell est un groupe de rock chilien, originaire de Santiago. Il est formé par Claudio Valenzuela (chant et guitare), Eduardo Caces (basse et claviers) et Miguel Foncea (batterie). Leur album Peces est certifié disque d'or au Chili avec un titre, Lunas, ayant remporté un grand succès. Actuellement[Quand ?], le groupe est basé au Mexique.

## Biographie

### Débuts (1991–1995)
Lucybell est formé en 1991 à la Facultad de Artes de l'Université du Chili. Marcelo Muñoz, Claudio Valenzuela et Gabriel Vigliensoni étudiaient les arts, et Francisco González l'anglais. C'est ainsi qu'ils se rencontrent et commencent à former le groupe, qui nait des goûts musicaux de ses membres, principalement le rock alternatif britannique de cette période. Le nom du groupe vient de la fille d'Elizabeth Fraser et Robin Guthrie, membres des Cocteau Twins.
Claudio Valenzuela (voix et guitare), Francisco González (batteur), Marcelo Muñoz (basse) et Gabriel Vigliensoni (claviers) se regroupent en 1991 sous le nom de Lucybell. Les débuts remontent à des performances dans le circuit musical universitaire.
En 1992, Víctor Carrasco et Santiago Ramírez invitent le groupe à participer à la bande sonore de la pièce Blue Moon. La même année, Emi Odeón les invite à participer à la compilation Grandes Valores Del Under avec des groupes indépendants, comme La Secta, La Raza, Bandanimal et Prometidas. Lucybell participe avec ses deux premiers morceaux enregistrés : De sudor y tenderness et El Grito otoñal. En 1993, ils participent à la compilation Con el corazón aquí (éditée par l'Asociación de Trabajadores del Rock) avec le morceau De sudor y ternura. En 1994, le groupe signe un contrat avec EMI Music Chile pour la production de leur premier album, appelé Peces.
Ce premier album est certifié disque d'or en six mois, et disque de platine quatre mois plus tard, ce qui les transforme en l'un des groupes les plus prometteurs de la scène rock nationale. La première vidéo du groupe, De sudor y ternura, est produite et réalisée par Lucybell, mais du fait que le groupe n'avait pas encore signé avec EMI, il ne sera pas aussi bien promu. Plus tard sort le second single, Vete, qui devient meilleure chanson de l'année pour plusieurs chaines de radio chiliennes. La vidéo de Vete, réalisée par Ariel Guelfenbein, est rapidement entrée en rotation sur MTV.

### Viajar(1996–1997)
Sorti en octobre 1996, leur deuxième album, Viajar, est produit par Mario Breuer et Lucybell pour le label EMI Odeón Chilena. Il est enregistré aux studios Master et Kadorna, tous deux situés à Santiago, mixé au Master et masterisé à Soundesigner, Buenos Aires, en Argentine.
L'album est bien accueilli, puis certifié disque d'or dans les mois de sa sortie, et plus tard disque de platine.
À la fin de 1997, ils reçoivent pour la deuxième fois le prix APES (Asociación de Periodistas de Espectáculos ; le premier étant reçu par le groupe en 1995), mais cette fois dans la catégorie du meilleur groupe chilien 1997, et la même année (1997), ils sont invités au Festival de la Canción de Viña del Mar pour 1998.
Le premier single de l'album s'intitule Mataz, celui qui auparavant avait été publié en EP, le deuxième single est Carnival, et le troisième Viajar. Les chansons de cet album, comme celles de l'album Peces, sont fortement influencées par le rock alternatif britannique des années 1980 et début des années 1990 comme My Bloody Valentine, Lush, The Cure et les Cocteau Twins. En avril 2008, l'édition chilienne du magazine Rolling Stone le classe « 49e meilleur album chilien de tous les temps ».

### Lucybell(1998–1999)
L'album homonyme du groupe est publié en novembre 1998 au Chili, et plus tard dans le reste de l'Amérique latine. Il est dernier album studio sorti par le groupe en quatuor, après le départ de Marcelo Muñoz et Gabriel Vigliensoni du groupe en 1999. En outre, le soi-disant « disque rouge » est le dernier album studio publié au label EMI Odeón Chilena.
Le 13 février 1998, ils participent au Festival Internacional de la Canción de Viña del Mar. L'album est produit par Óscar López et Lucybell. Le 18 septembre 1999, à Valparaíso, le groupe se produit pour la dernière fois avec sa formation originale. Ceci, parce que Gabriel Vigliensoni et Marcelo Muñoz ont décidé de quitter le groupe. Le groupe engage Eduardo Caces Pérez à la basse. 

### Grandes éxitosetAmanece(2000)
Grandes éxitos est la première compilation du groupe. L'album est publié en 2000, au label EMI Odeón Chilena. Cette compilation contient les singles promotionnels des albums Peces, Viajar et Lucybell, dont deux chansons inédites et une reprise de Sol invisible, inclus dans l'album hommage à The Police Outlandos D'Americas: A Rock en Español Tribute to The Police. Avec cet album, Lucybell termine son contrat avec le label EMI Odeón Chilena pour passer au label Warner Music Chile.
Amanece, leur quatrième album studio, est également publié en 2000. Il est produit par Eduardo Bergallo et Lucybell. L'album marque un changement de style musical pour Lucybell, vers la programmation et les synthétiseurs, influencés par les contributions du batteur Francisco González. Pour l'enregistrement de l'album, Marcelo Muñoz es remplacé par Eduardo Caces Pérez à la basse. Pour l'album, les membres de Lucybell deviennent multi-instrumentistes, puisque Eduardo Caces Peréz joue parfois de la basse, de la guitare et des claviers, Claudio Valenzuela des claviers, et Francisco González de la basse et des claviers.  Jorge Lobos Medel (La Negra Ester) participe aux morceaux Luces No Bélicas et Esfera.

### Sesión Futura(2001–2003)
Futura Session est leur premier album live, enregistré au Teatro Cultural 602 de Santiago, les 14 et 15 août 2001. L'album est certifié disque d'or, puis disque de platine. Par la suite, Lucybell publie, quelques mois plus tard, le DVD Futura Session. Avec cet album live, Lucybell fête ses dix ans. Cet album compte deux chansons inédites, Mil Caminos et Tu Sangre.
La filiale chilienne d'EMI réédite ""Grandes éxitos en 2003. Les chansons de cet album correspondent à la période 1991-1999 des chansons de Lucybell. En outre, un DVD intitulé Todos Sus videos est publié. Le 20 février 2003, ils se produisent pour la deuxième fois au Festival Internacional de la Canción de Viña del Mar. 

### Lúmina(2004–2005)
Lucybell fait la promotion de son futur album à venir Lúmina, en publiant l'EP promotionnel Sálvame la vida en 2003. Sálvame la vida comprend des reprises de groupes comme Soda Stereo, Los Prisioneros, The Police, et Violeta Parra. L'EP comprend également la chanson Ver el fin du film chilien, Sangre eterna.
Lúmina est publié en 2004, et produit par Adam Moseley et le groupe. L'album est enregistré, mixé et masterisé aux Boat Studios, à Los Angeles, en Californie, aux États-Unis. Lúmina est certifié disque d'or au Chili et au Mexique. Pour l'album, le batteur de Lucybell, Francisco González, fait ses débuts au chant sur trois chansons. Plus tard, en 2005, Lúmina 2.0 (réédition de l'opus homonyme accompagné d'un DVD) est publié. La même année, il est officiellement publié en Argentine.
En 2004, Lucybell participe à l'album hommage à Pablo Neruda, Marinero en tierra 2 (Warner Music) avec sa reprise du poème Agua sexual. Leur morceau Sólo crees por primera vez devient la bande son de la telenovela Destinos cruzados (2004-2005, TVN). En mai 2005, Francisco González, membre fondateur du groupe, annonce son départ du groupe pour des raisons personnelles et professionnelles.

### Comiendo FuegoetSesión Primitiva(2006–2008)
Comiendo fuego est le sixième album studio du groupe, qui est sorti en 2006. Il est produit par Adam Moseley et Lucybell. L'album est enregistré pour la première fois à Los Estudios Foncea, à Santiago, au Chili, et masterisé aux studios Panda à Buenos Aires, en Argentine, et mixé aux studios The Boat à Los Angeles, en Californie, aux États-Unis.
Lucybell signe avec Warner Music Mexico, devenant le deuxième groupe de rock chilien à en faire autant, après La Ley. Il est le premier album à faire participer Cote Foncea à la batterie, après le départ de Francisco González.
Le 24 février 2007, un jour avant de se produire pour la quatrième fois au XLVIII Festival Internacional de la Canción de Viña del Mar, le groupe publie une réédition de Comiendo fuego, intitulée Comiendo + fuego. Cette édition comprend l'album original avec trois pistes bonus, dont un DVD. À l'édition 2007 du Festival Internacional de la Canción de Viña del Mar, le groupe obtient une torche d'argent, une torche d'or et la mouette argentée. Puis, en mars 2007, Lucybell culmine avec deux concerts au Teatro Teletón les 16 et 17.
La compilation Aquí y ahora est publiée par Warner Music Mexico, peu après la rupture du contrat entre Lucybell et celui-ci. Cet album réunit tous ses succès de l'année 1991, mais en donnant la priorité à l'album Comiendo fuego. En novembre 2007, Lucybell sort un EP intitulé Primitivo, enregistré en tant que groupe indépendant. Il comprend six chansons dont le premier single est Sur, qui est diffusée sur les chaines de radio nationales le 8 octobre 2007.

### FénixetPoderoso(2010–2014)

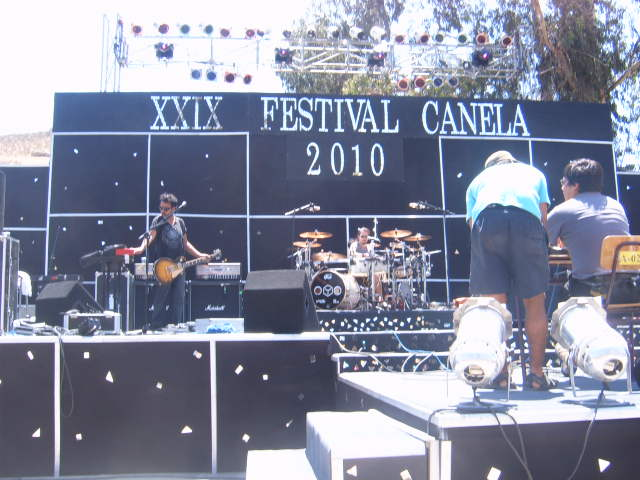
Lucybell, en 2010.

Les membres commencent à travailler sur des projets personnels ; Claudio Valenzuela publie son premier album solo intitulé Gemini, tandis qu'Eduardo Caces Pérez travaille avec Galatea, et Cote Foncea reprend son ancien groupe De Kiruza. Cela permet à Lucybell d'explorer de nouveaux sons, afin de travailler sur un nouvel album intitulé Fénix, avec Gustavo Pinochet (Guz) à la production. En juillet 2010, Lucybell sort son premier single, Ave Fénix, obtenant un record de téléchargements sur son site officiel. En août 2010, le nouvel album est publié devenant immédiatement un record de ventes, se classant parmi les albums les plus vendus.
Au cours de l'année 2012, le groupe prépare un tournée spéciale 21 ans, en invitant les anciens membres du groupe, Francisco González, Marcelo Muñoz et Gabriel Vingliensoni. Un autre EP, Poderoso, suit en 2013. Il est enregistré aux studios Foncea à Santiago, et masterisé dans la capitale chilienne. L'album est publié par un label indépendant le 9 mai sur iTunes.

### Magnético(depuis 2015)
Le groupe, de nouveau en trio, est réactivé au début de 2016 avec un nouveau single intitulé Cuando me acerco a ti. Au cours de l'année, un autre single intitulé Salto a tus ojos est également publié ; tous deux anticipent la sortie d'un nouvel album prévu pour la fin de l'année. Cependant, comme pour d'autres groupes comme Los Tres et Saiko, la sortie est repoussée. Ce n'est qu'en mars 2017 que sort le nouvel album, intitulé Magnético, en juin,.

## Membres

### Membres actuels
- Claudio Valenzuela - chant, guitare (depuis 1991)
- Eduardo Caces Pérez - chœurs, basse, claviers, synthétiseur (depuis 1999)
- José Miguel Foncea -  chœurs, batterie (depuis 2005)

### Anciens membres
- Marcelo Muñoz - chœurs, basse, guitare, claviers (1991-1999, 2012-2014)
- Gabriel Vigliensoni - clavier, synthétiseur (1991-1999, 2012-2014), guitare (1991-1998, 2012-2014)
- Francisco González - chœurs, batterie, claviers, basse (1991-2005, 2012-2014)

## Discographie
- 1995 : Peces
- 1996 : Viajar
- 1998 : Lucybell
- 2000 : Amanece
- 2004 : Lúmina
- 2006 : Comiendo fuego
- 2010 : Fénix
- 2017 : Magnético